# Seznam osobností Brna
Seznam rodáků a obyvatel Brna je seznamem encyklopedicky významných osobností, které se narodily či pobývaly v moravské metropoli Brně.

## Rodáci

### Osobnosti veřejného života
- Petr Fiala, předseda vlády ČR
- Karel Bedřich Absolon, chirurg

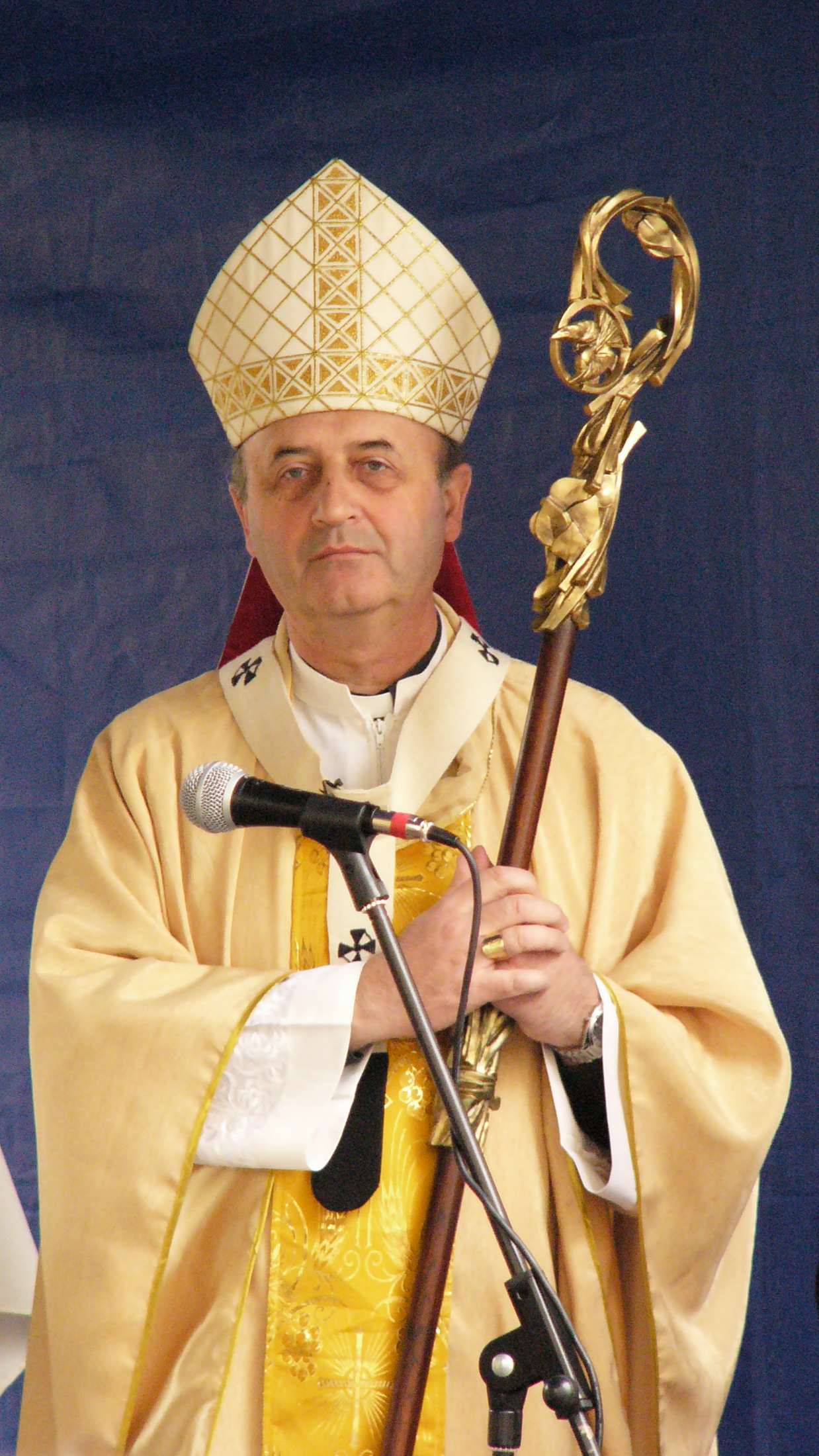
Jan Graubner

- František Adámek, bankovní úředník a archeolog
- František Bílý, literární historik a kritik
- Eugen von Böhm-Bawerk, ekonom
- Vincenc Brandl, archivář a historik
- Israel Bruna, rabín
- Štěpán Buchta, youtuber
- Iloš Crhonek, historik umění
- Heinrich d'Elvert, soudce a politik, poslanec zemského sněmu a Říšské rady
- Václav Dvořák, architekt, stavitel
- Jan Křtitel Erna, stavitel
- Bohumil Fišer, lékař a politik
- Kurt Gödel, matematik
- Jan Graubner, arcibiskup Pražský a primas český
- Miloslav Hájek, teolog, duchovní a synodní senior Českobratrské církve evangelické
- Zoe Hauptová, slavistka a vysokoškolská pedagožka
- Ferdinand von Hebra, lékař, zakladatel dermatologie
- Matěj Hollan, občanský aktivista, muzikolog
- Eduard Hrubeš, moderátor, hudebník, zpěvák, skladatel, scenárista, režisér
- Pavel Huyn, biskup brněnský, arcibiskup pražský
- Zdeněk Chlup, architekt, urbanista, poslanec
- Bohdan Chudoba, historik, archivář, novinář, poslanec
- Zdeněk Jiran, architekt
- Jan Kapras, historik, právník a politik
- Karel Zdeněk Klíma, novinář, šéfredaktor Lidových novin a Českého slova popravený během Heydrichiády
- Jiří Kratochvil, spisovatel, historik, archivář, dramatik, novinář
- Daniel Křetínský, podnikatel
- Danuše Kšicová, vysokoškolská učitelka a rusistka
- Anna Kubíková, historička, archivářka
- Otmar Kučera, stíhač v RAF u 111., 312. čs. a 313. čs. perutě, dosáhl 7 jistých sestřelů německých letounů, čímž se stal leteckým esem
- Jan Soběslav Lucemburský, markrabě moravský
- Jošt Moravský, markrabě moravský, kurfiřt braniborský, římský král
- Josef Koukl, teolog, biskup litoměřický, vysokoškolský pedagog
- Ludvík Krejčí, československý generál
- Jiří Kroupa, historik umění
- Zdeněk Kudělka, historik umění a pedagog
- Radomír Malý, historik, novinář, politik a vysokoškolský pedagog
- Karel Maráz, historik, archivář, pedagog
- Radko Martínek, politik
- Hans Molisch, botanik
- Vladimír Nedvěd, letec a generálporučík české armády
- Danuše Nerudová, ekonomka a emeritní rektorka
- Jakub Patočka, novinář, aktivista
- Jana Písaříková, kurátorka a teoretička umění
- Georg Placzek, fyzik
- Petr Pokorný, teolog, biblista a vysokoškolský pedagog
- Prokop Lucemburský, markrabě moravský
- Martin Prudký, teolog, biblista a vysokoškolský pedagog
- Marie Tereza Rakouská-Este, bavorská královna v letech 1913–1918
- Zdeněk Sázava, teolog, biblista a vysokoškolský pedagog
- Antonín Arnošt Schaffgotsche, biskup brněnský
- Vincenc Josef ze Schrattenbachu, biskup brněnský
- Čeněk Slepánek, spisovatel, kandidát Nobelovy ceny mírové r. 1929
- Miloslav Sovadina, historik, archivář, spisovatel
- Miloš Stehlík, historik umění, památkář a pedagog
- Marie Steyskalová, organizátorka sociálního a ženského hnutí
- Václav Urban Stuffler, biskup brněnský
- Petr Šandera, duchovní a biskup Církve československé husitské
- Josef Škvařil, vojenský chirurg, generálporučík československé armády
- Karel Tomeš, československý politik, v letech 1925–1935 starosta Brna
- Zdeněk Vašíček, archivář, historik, esejista, disident, archeolog
- Radoslav Večerka, lingvista, slavista, literární historik a vysokoškolský pedagog
- František Kristián Wieser, OSA (1800–1866), řeholní kněz, ThDr., prof. biblistiky na olomoucké teolog. fakultě, 5 období jejím děkanem (1836, 1850, 1854, 1860, 1863), v r. 1840 rektorem

### Umělci

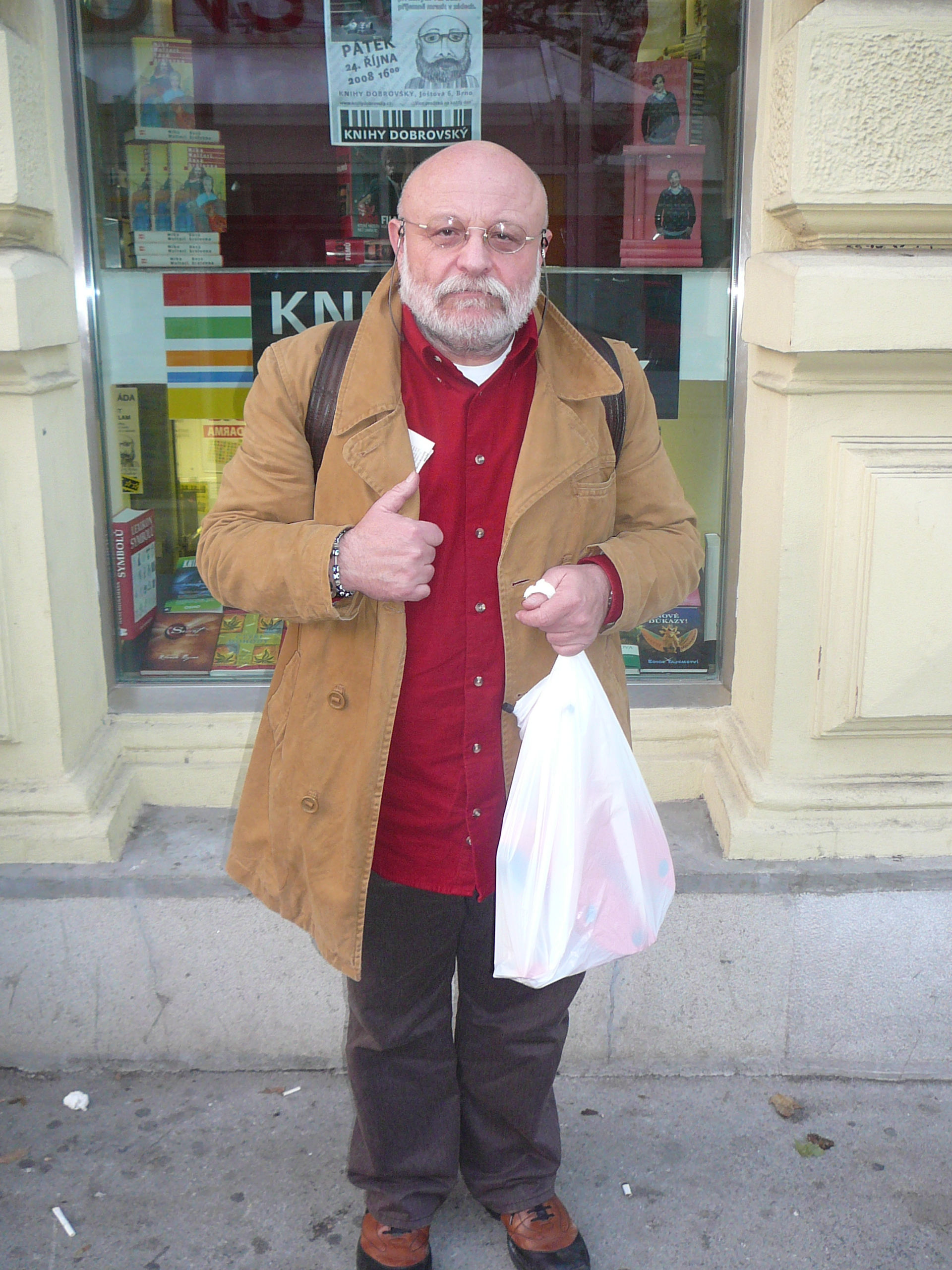
Arnošt Goldflam

- Antonín Pilgram (1460–1516), architekt, sochař, stavitel
- Jan Jiří Etgens (1693–1757), barokní malíř a malíř fresek
- Gustav Meretta (1832–1888), architekt, restaurátor
- František Xaver Neruda (1843–1915), skladatel, dirigent, violoncellista, hudební pedagog
- Adolf Loos (1870–1933), architekt
- Jan Kotěra (1871–1923), architekt
- Maria Jeritza (1887–1982), operní pěvkyně
- Ludwig Blum (1891–1974) – malíř
- Jindřich Kumpošt (1891–1968), architekt
- Anna Ticho (1894–1980), malířka
- Růžena Jilemnická (1897–1947), spisovatelka
- Erich Wolfgang Korngold (1897–1957), skladatel, klavírista a dirigent
- Pavel Haas (1899–1944), hudební skladatel
- František Halas (1901–1949), básník
- Josef Kranz (1901–1968), architekt, malíř
- Hugo Haas (1901–1968), herec
- Jaroslav Kovář mladší (1905–1987), architekt, kreslíř
- Bohumír Štědroň (1905–1982), klavírista, hudební vědec, publicista a pedagog
- František Krejčí (1908–1981), architekt, pedagog
- Vilém Reichmann (1908–1991), fotograf
- Karel Höger (1909–1977), herec
- Václav Renč (1911–1973), básník
- Nataša Gollová (1912–1988), herečka
- Bohumil Hrabal (1914–1997), spisovatel
- Vlasta Matulová (1918–1989), herečka
- Ivan Blatný (1919–1990), spisovatel
- Zdeněk Rotrekl (1920–2013), básník
- Oldřich Velen (1921–2013), herec
- Miloslav Čtvrtníček (1922–?), architekt
- Radúz Činčera (1923–1999), režisér, scenárista
- Dina Gottliebová (1923–2009), výtvarnice
- Ester Krumbachová (1923–1996), výtvarnice a filmařka
- Sylva Lacinová (1923–2019), sochařka
- Pavel Štěpán (1925–1998), pianista
- Vlasta Chramostová (1926–2019), herečka
- Ivan Ruller (1926–2018), architekt
- Josef Berg (1927–1971), hudební skladatel, spisovatel, muzikolog
- Viktor Rudiš (* 1927), architekt
- Vlasta Fialová (1928–1998), herečka
- Milan Kundera (1929–2023), spisovatel
- Jan Trefulka (1929–2012), spisovatel
- Pavel Blatný (1931–2021), hudební skladatel
- Ladislav Lakomý (1931–2011), herec
- Eduard Cupák (1932–1996), herec
- Alois Mikulka (1933–2024), výtvarník
- Hellmuth Karasek (1934–2015), německý novinář
- Miloš Budík (1935–2023), fotograf
- Jaroslav Novák (* 1935), prozaik a literární vědec
- Zdeněk Mácal (1936–2023), dirigent
- Nina Divíšková (1936–2021), herečka
- Eduard Hrubeš (1936–2021), konferenciér, moderátor, hudebník, scenárista a režisér
- Pavel Dias (1938–2021), fotograf a pedagog
- Jiří Šindler (1938–2022), výtvarník
- Pavel Vrba (1938–2011), básník, publicista a písňový textař
- František Maršálek (1939–2020), fotograf
- Eva Pilarová (1939–2020), zpěvačka, herečka
- Zeno Kaprál (1941–2020), spisovatel, básník
- Ladislav Frej (*1941), herec a dabér
- František Lízna (1941–2021), spisovatel
- Miloš Štědroň (* 1942), skladatel
- Rostislav Košťál (* 1943), fotograf
- Václav Mencl (* 1943), architekt, primátor, senátor, poslanec
- Zuzana Nováková (* 1943), básnířka
- Lubo Kristek (* 1943), sochař, malíř a akční umělec
- Vladimír Čech (1944–2015), hudební publicista
- Sylvie Richterová (* 1945), básnířka
- Petr Šmaha (1945–2021), výtvarník
- Arnošt Goldflam (* 1946), herec, divadelní režisér, spisovatel
- Franta Kocourek (1947–1991), bavič, silák, herec
- Laďka Kozderková (1949–1986), zpěvačka a herečka
- Boleslav Polívka (* 1949)
- Zoja Mikotová (* 1951), režisérka, choreografka a pedagožka
- Miloslav Výborný (* 1952), právník, politik, soudce
- Dagmar Havlová (* 1953), herečka
- Helena Čermáková (* 1957), herečka
- Taťána Zapletalová (* 1961), baletka
- Pavel Kříž (* 1961), herec, moderátor
- Pavel Jirásek (* 1963), režisér, scenárista, literát, hudebník a pedagog
- Marie Jirásková (* 1964), výtvarnice
- Roman Horký (* 1964), hudebník
- Alena Mihulová (* 1965), herečka
- Simona Monyová (1967–2011), spisovatelka
- Igor Ardašev (* 1967), pianista
- Jiří Dvořák (* 1967) herec
- Jan Lipšanský (* 1968), spisovatel
- Tomáš Matonoha (* 1971), herec
- Luisa Nováková (* 1971), spisovatelka
- Robert Janás (* 1973), historik umění, básník a fotograf
- Petra Špalková (* 1975), herečka
- Ivo Cicvárek (* 1975), písničkář
- Pavel Trtílek (* 1977), dramatik
- Kateřina Šedá (* 1977), výtvarnice
- Ester Marie Nováková (* 1978), spisovatelka
- Robert Fox (* 1978), kouzelník, iluzionista
- Jan Adámek (* 1979), herec, moderátor
- Marek Holý (* 1979), herec
- Martin Dvořák (* 1979), tanečník, choreograf, režisér, autor
- Hana Holišová (* 1980), herečka
- Kateřina Tučková (* 1980), spisovatelka
- Jakub Zedníček (* 1990–2018), herec a moderátor

### Sportovci

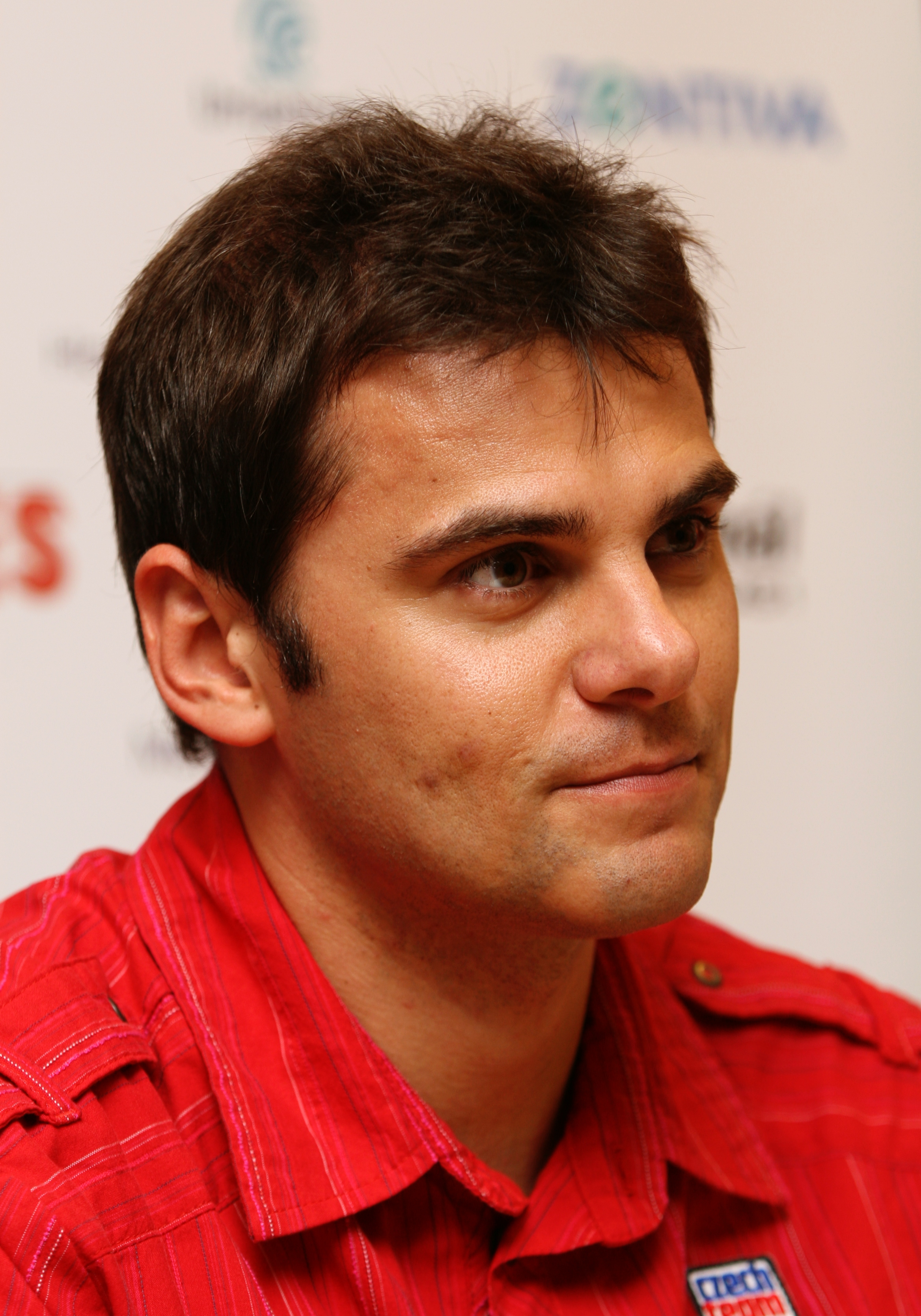
David Kostelecký

- Karel Abraham, motocyklový závodník
- Zdeněk Blatný, hokejista
- Jaromír Blažek, fotbalista
- Kamil Brabenec, hokejista
- Jan Gajdoš, gymnasta
- Petr Hubáček, hokejista
- Robert Kántor, hokejista
- Miroslav Knapek, veslař
- David Kostelecký, sportovní střelba
- Robert Kron, hokejista
- Roman Kukleta, fotbalista
- Petr Mareš, hokejista
- Nicole Melicharová, tenistka
- Jana Novotná, bývalá tenistka, vítězka Wimbledonu
- Adam Ondra, horolezec
- Jan Polák, fotbalista
- Jan Pospíšil, hráč kolové – brankář
- Jindřich Pospíšil, hráč kolové – útočník
- Jiří Pospíšil, basketbalista
- Rudolf Potsch, hokejista
- Jan Stejskal, fotbalista
- Adam Svoboda, hokejista
- Lucie Šafářová, tenistka
- Miroslava Topinková Knapková, veslařka
- Ladislav Vácha, gymnasta
- Michael Vašíček, hokejista
- Marek Vorel, hokejista
- Libor Zábranský, hokejista

## Obyvatelé
- Bronislav Bechyňský (1962–2011), střelec, mistr světa v brokové disciplíně skeet a trenér
- Eliška Rejčka (1288–1355) dvakrát česká a polská královna, sídlící po léta v Brně
- Jan Jindřich Lucemburský (1322–1375), markrabě moravský, vévoda tyrolský
- Tomáš Jordán z Klausenburku (1540–1585) moravský zemský lékař, balneolog a epidemiolog
- Louis Raduit de Souches (1608–1682), vojevůdce francouzského původu
- Matyáš František Chorinský z Ledské (1720–1786), titulární biskup samařský, pomocný biskup olomoucký, první biskup brněnský
- Jan Křtitel Lachenbauer (1741–1799), biskup brněnský
- František Ondřej Poupě (1753–1805), zakladatel českého odborného pivovarnictví
- Dominik František Kynský (1777–1848), učitel, kněz, básník a překladatel
- František Antonín Gindl (1786–1841), biskup brněnský
- Cyril František Napp (1792–1867), dlouholetý opat augustiniánského kláštera
- Karel Nöttig (1806–1882), biskup brněnský
- František Alexandr Zach (1807–1892), český generál
- Gregor Mendel (1822–1884), zakladatel genetiky
- Léon Minkus (1826–1917), skladatel
- Ernst Mach (1838–1916), filozof a fyzik (Machovo číslo)
- Bedřich Hoppe (1838–1884), organizátor českojazyčných škol a kulturních spolků v Brně
- František Saleský Bauer (1841–1915), teolog, kardinál, biskup brněnský, arcibiskup olomoucký, vysokoškolský pedagog
- Wolfgang Kusý (1842–1886), organizátor českojazyčných škol a kulturních spolků v Brně
- František Alois Šrom (1845–1899), právník a politik
- Kuneš Kunz (1846–1890), organizátor českojazyčných škol a kulturních spolků v Brně
- Franz von Soxhlet (1848–1926), chemik a vynálezce
- Josef Hybeš (1850–1921), sociálnědemokratický politik a novinář
- Josef Nebehosteny (1852–1921), architekt
- Josef Barvič (1853–1924), knihkupec
- Leoš Janáček (1854–1928), skladatel
- Alois Slovák (1859–1930), kněz, tvůrce Mohyly míru
- Václav Vondrák (1859–1925), lingvista, slavista, vysokoškolský pedagog
- Alois Mrštík (1861–1925), spisovatel a dramatik
- Josef Kupka (1862–1941), římskokatolický teolog, biskup brněnský
- Vilém Mrštík (1863–1912), spisovatel, dramatik, překladatel a kritik
- Vojtěch Blatný (1864–1954), varhaník a sbormistr
- Norbert Jan Nepomucký Klein (1866–1933), biskup brněnský, velmistr Řádu německých rytířů
- Vilém Kurz (1872–1945), klavírista a pedagog
- Viktor Kaplan (1876–1934), vynálezce vodní turbíny
- Karel Absolon (1877–1960), archeolog a krasový badatel
- František Nosál (1879–1963), generál
- Arne Novák (1880–1939), literární teoretik, kritik a historik, bohemista, germanista, vysokoškolský pedagog
- Robert Musil (1880–1942), spisovatel, dramatik, divadelní kritik, esejista
- Jiří Mahen (1882–1939), prozaik, básník, dramatik, režisér, dramaturg, novinář, kulturní publicista
- Karel Skoupý (1886–1972), římskokatolický teolog, biskup brněnský
- Maria Jeritza (1887–1982), operní pěvkyně
- Jarmila Kurandová (1890–1978), herečka
- Karel Kutlvašr (1895–1961), československý generál
- Dominik Pecka (1895–1981), římskokatolický duchovní, teolog, prozaik, filozof, středoškolský pedagog
- Roman Jakobson (1896–1982), filolog, lingvista a sémiotik, vysokoškolský pedagog
- Viktor Hájek (1900–1968), teolog, duchovní a synodní senior Českobratrské církve evangelické
- Josef Kurz (1901–1972), lingvista, slavista, literární historik, vysokoškolský pedagog
- Jaromír Tomeček (1906–1997), spisovatel
- Václav Chytil (1907–1980), ekonom, právník, politik a pedagog
- Josef Šafařík (1907–1992), filozof, básník, esejista
- Karel Ertl (1908–1945), velkoobchodník ovocem a oběť nacismu. Zatčen za vyjednávání s Němci o kapitulaci. Patřil k 21 lidem popraveným po Přerovském povstání na vojenské střelnici v Olomouci-Lazcích.
- Rudolf Firkušný (1912–1994), klavírista
- Jindřich Breitcetl (1913–1943), navigátor, pilot a velitel 311. československé bombardovací perutě RAF
- Emil Foit (1913–1976), velitel 310. československé stíhací perutě RAF
- Vilém Frendl (1913–2007), fotograf
- Slavomil Augustin Janáček (1914–1973), československý letecký operátor Royal Air Force (během druhé světové války)
- Božena Šebetovská (1919–1982), zpěvačka
- Jan Skácel (1922–1989), básník
- Gustav Brom (1922–1995), dirigent, kapelník, saxofonista, textař, zpěvák a hudební skladatel
- Jiří Šindler (1922–2015), výtvarník
- Josef Karlík (1928–2009), herec
- Vladimír Menšík (1929–1988), herec
- Zdeňka Bauerová (1930–2023), oděvní designérka
- Vratislav Štěpánek (1930–2013), duchovní, biskup a patriarcha Církve československé husitské
- Vlastimil Bubník (1931–2015), hokejista a fotbalista
- Bohumil Samek (1932–2022), historik umění
- Petr Esterka (1935–2021), pomocný biskup brněnský
- Jiří Kuběna (1936–2017), básník a historik umění
- Gabriela Vránová (1939–2018), herečka
- Jiří Horák (* 1940), fotograf
- Alena Tichá (* 1944), zpěvačka
- Jan Bobrovský (* 1945), basketbalista
- Vojtěch Cikrle (* 1946), římskokatolický teolog, biskup brněnský
- Jiří Pernes (* 1948), historik a politik
- Bolek Polívka (* 1949), herec, mim, dramatik, režisér, scenárista
- Jiří Pelcl (* 1950), architekt a designer
- Miroslav Sládek (* 1950), politik
- Zdeněk Junák (* 1951), herec
- Jindřich Svoboda (* 1952), fotbalista
- Erik Pardus (1957–2011), herec
- Lukáš Evžen Martinec (* 1958), starobrněnský opat
- Zdeněk Koudelka (* 1969), právník
- Ilona Csáková (* 1970), zpěvačka
- Šárka Kašpárková (* 1971), atletka
- Alena Antalová (* 1972), herečka
- Magdalena Kožená (* 1973), operní pěvkyně
- Martin Havlát (* 1981), hokejista